# Kitimat Ranges
Kitimat Ranges är en bergskedja i Kanada.   Den ligger i provinsen British Columbia, i den sydvästra delen av landet, 3 800 km väster om huvudstaden Ottawa. Arean är 62 777 kvadratkilometer.
I omgivningarna runt Kitimat Ranges växer i huvudsak barrskog. Trakten runt Kitimat Ranges är nära nog obefolkad, med mindre än två invånare per kvadratkilometer.
Bergskedjan ingår i Coast Mountains. Även Boundary Ranges (norrut) och Pacific Ranges (söderut) är delar av Coast Mountains.